# 屏幕时间

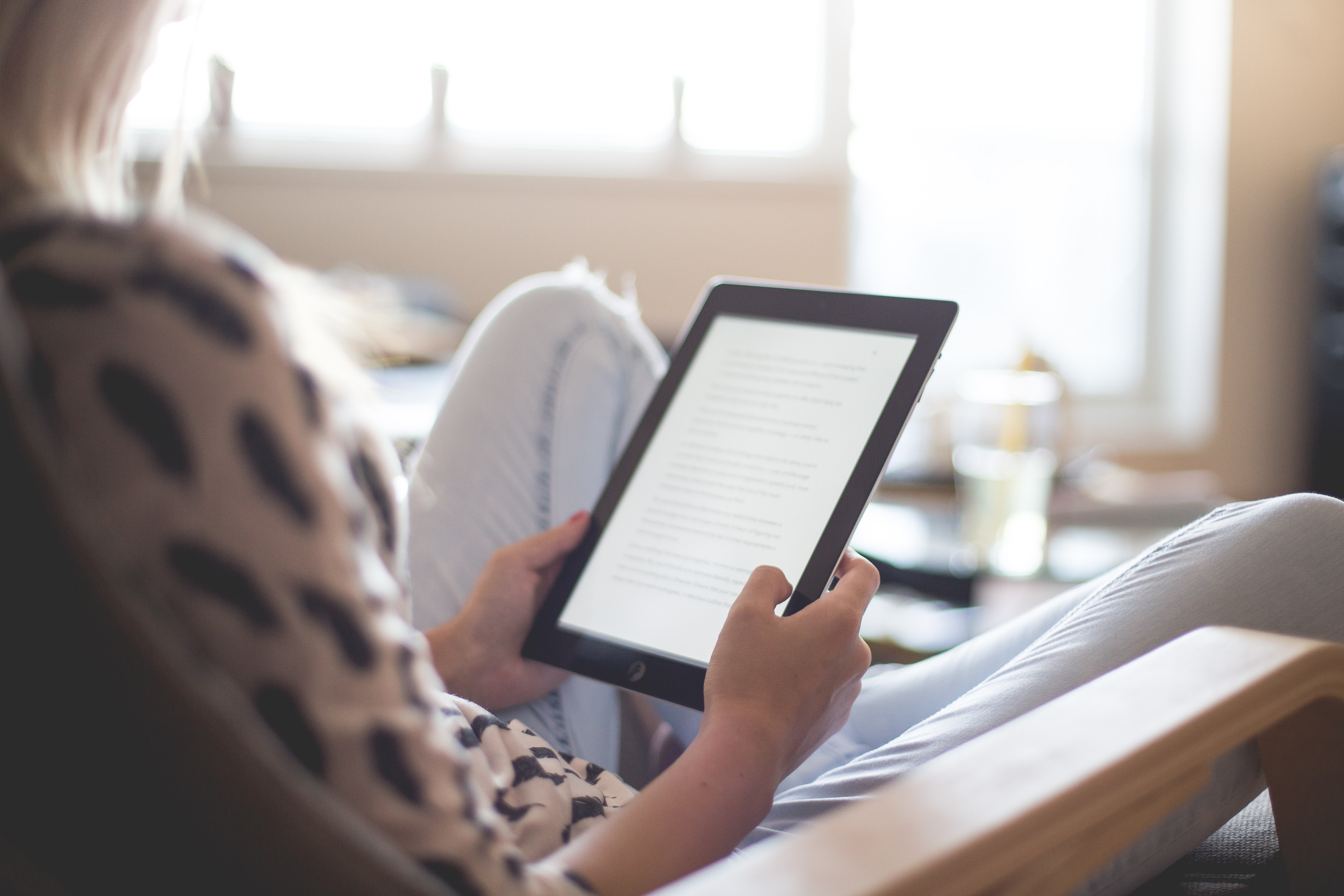
一个人正在iPad上阅读

屏幕时间是指人們花在带有显示器的设备（例如智能手机、电脑、电视、電子遊戲機、平板电脑）上的时间。  一些政府認為花在這些設備上的時間過長會對人產生危害，所以他們特地為此制定了規章制度。 